# 波斯特 (克滕)

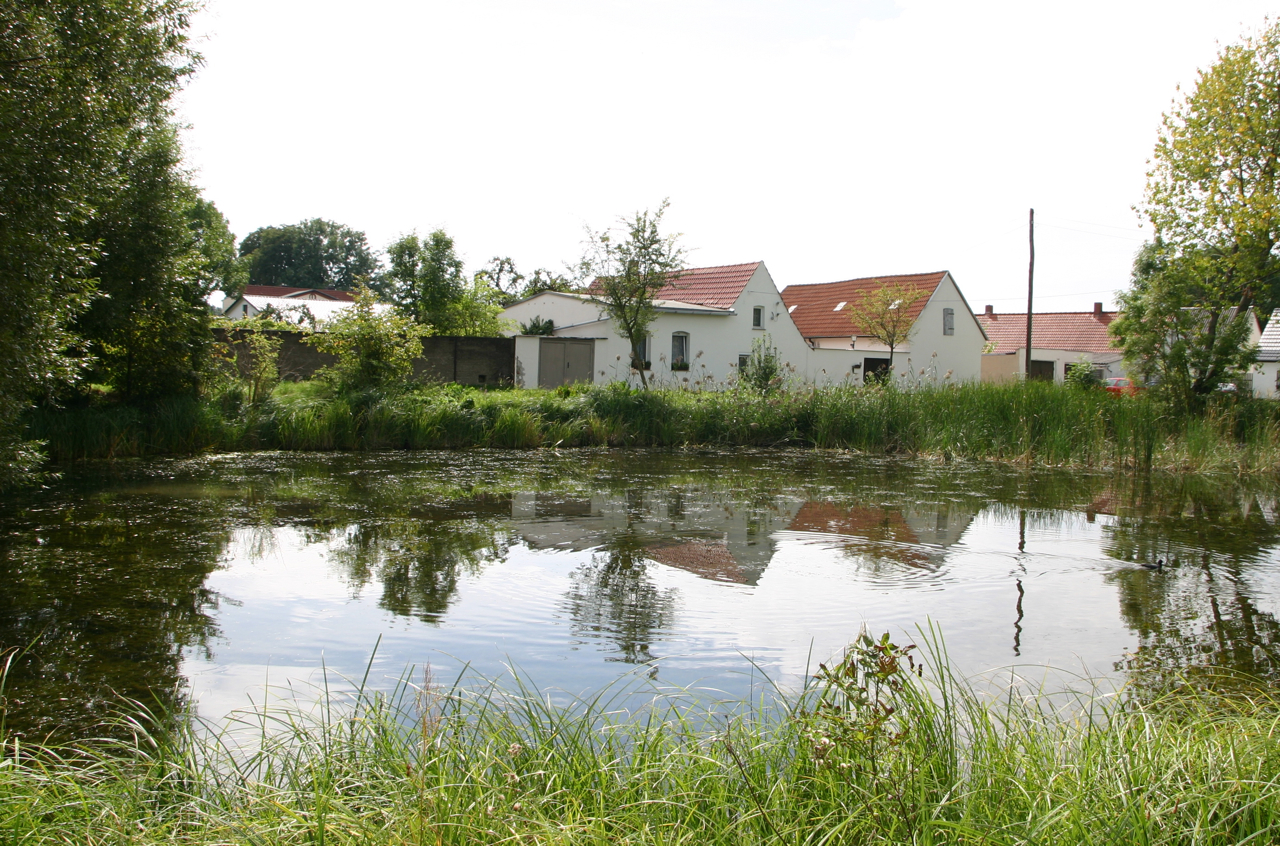
波斯特（2011年）

波斯特（德语：Porst）是德国萨克森-安哈尔特州安哈尔特-比特费尔德县克滕的城区。 

## 地理位置
该地西南为克滕主城区，采林根位于其东约一公里处。